# José Guadalupe Velázquez Alarcón
José Guadalupe Velázquez Alarcón (12 d'agost de 1923 - 1959) fou un futbolista mexicà.

## Selecció de Mèxic
Va formar part de l'equip mexicà a la Copa del Món de 1950.